# Командування освіти та тренувань Повітряних сил США
Командування освіти та тренувань Повітряних сил США (англ. Air Education and Training Command, AETC) — одне з 10 головних командувань Повітряних сил США, основним призначенням якого є набір, комплектування, тренування та освіта особового складу ПС для забезпечення повітряної моці США.

## Зміст
Система підготовки, освіти та тренування у повітряних силах США має циклічний процес. Початковою фазою добору є роботи рекрутингової служби ПС (AFRS), штаб-квартира якої розташована також на авіабазі Рендольф, Техас. Рекрутингова служба складається з трьох регіональних груп та 24 ескадрилей з більш ніж 1400 офіцерів і військовозобов'язаних, які дислокуються в США, Англії, Німеччині, Японії, на Пуерто-Рико та Гуамі. Рекрутери в більш ніж 1000 офісах по всьому світу набирають молодих чоловіків і жінок, які відповідають вимогам ПС США, необхідних для проходження служби на посадах як військовослужбовців рядового та сержантського складу, так і офіцерів.
Набір офіцерів за програмою рекрутингу здійснюється за рахунок набору випускників чотирирічних коледжів та університетів, які проходять спеціальну перепідготовку у школі підготовки офіцерів ПС (OTS). Особи, які бажають стати кадровими офіцерами ПС США можуть вступити на службу шляхом проходження повного курсу навчання в Академії Повітряних сил (USAFA) та навчальний корпус офіцерів резерву ПС (англ. Air Force Reserve Officer Training Corps (AFROTC), без проходження програми рекрутингу, а натомість поступають на загальних засадах до вищезазначених військових навчальних закладів ЗС США.
Наступним етапом підготовки фахівців військової авіації є проходження базового курсу підготовки. Персонал 2-ї повітряної армії, що дислокується на авіабазі Кіслер у Міссісіпі, відповідає за проведення базової військової та технічної підготовки військовослужбовців ПС та технічну підготовку для нельотного склад офіцерів, переважно ракетних установок та офіцерів служб забезпечення й підтримки. Основним місцем базової підготовки кандидатів до регулярних ПС, Повітряних сил Національної гвардії та Резерву ПС є авіабаза Лекланд у штаті Техас. Щорічно понад 36000 кандидатів проходить посилену програму на вісім з половиною тижнів.
Після закінчення базової підготовки військові розпочинають технічну підготовку за спеціальностями своєї кар'єри, переважно на п'яти основних військових інсталяціях: базах повітряних сил Гудфеллоу, Лекланд та Шеппард в Техасі; Кіслер, Міссісіпі; та Ванденберг, Каліфорнія. Також існує декілька шкіл різнопланових служб, таких як Військовий мовний інститут у Монтереї, штат Каліфорнія, і школа РХБ захисту армії США у Форт Леонард Вуд, штат Міссурі. Кожна навчальний заклад несе відповідальність за певну частину формальної технічної підготовки, яку вимагають авіації для виконання місії військовою авіацією. Інструктори проводять технічну підготовку за такими спеціальностями, як обслуговування літаків, основи електронного обладнання, авіаційне транспортування, цивільне інженерія, медичне забезпечення, комп'ютерні системи, сили безпеки, контроль повітряного руху, кадрова робота з персоналом, розвідка, протипожежна підготовка, прогнозування погоди та космічні й ракетні операції.